# Ruské carství
Ruské carství (rusky Царство Русское, Russkoje tsarstvo, později změněno na rusky Российское царство, Rossijskoje tsarstvo) byl oficiální název pro ruský stát pod vládou Rurikovců mezi rokem 1547, kdy si Ivan Hrozný z rodu Rurikovců přisvojil titul car vší Rusi, a rokem 1721, kdy Petr Veliký založil Ruské impérium. Někdy také bývá označován jako Moskevské carství (rusky Московское Царство).
V mnoha západních pramenech se lze setkat s názvem „Moskevské Rusko“; termínem, který se původně vztahoval k jeho předchůdci Moskevskému velkoknížectví, nebo také „carské Rusko“.

## Historie

### Vytvoření centralizovaného státu
Roku 1462 se stal moskevským velikým knížetem Ivan III. z rodu Rurikovců, který sjednotil roztříštěná ruská knížectví do jednotného státu. Roku 1480 vyhrál válku s Tatary a velkoknížectví se tak dostalo definitivně z područí Zlaté hordy. Postupně získal přímo či vazalsky další území – Kazaň, Pokamí a Pouralí a pronikl až za hřbet Uralu a k dolnímu toku Obu. Provedl expanzi i do ruských knížectví, která se nacházela pod litevskou či polskou nadvládou. Vznikla tak monarchie, která se opírala o bývalá knížata, o bojary i vyšší třídu z měst. 

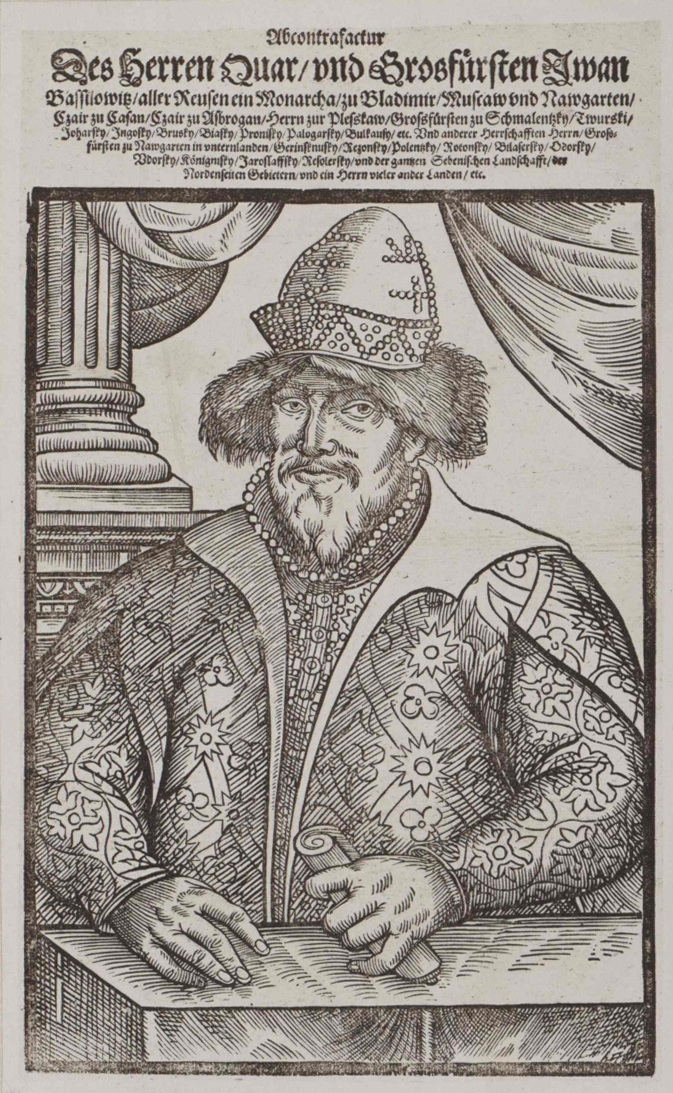
Ivan IV. Hrozný

Další rozvoj pokračoval za vlády Ivana IV., který přestal používat titulu velkoknížete moskevského a vší Rusi a začal užívat od roku 1547 titulu car. Ivan IV. zvaný Hrozný provedl reformy, které modernizovaly ruský stát. V letech 1552–1556 dobyl Kazaňský a Astrachaňský chanát, pokračoval v expanzi na Sibiř. Pokusil se získat přístup k Baltskému moři a vedl války s Livonskem, Litvou, Polskem a Švédskem. Svoji politiku, která měla znamenat omezení moci šlechty a zavedení samoděržaví, se mu však zcela prosadit nepodařilo.

### Nástup Romanovců
Po smrti Fjodora I. roku 1598 vymřela dynastie Rurikovců, čímž se Rusko dostalo do období rozporů a bojů o carskou korunu, nazývané také jako období smuty. Počátkem 17. století vládl Rusku Boris Fjodorovič Godunov, ovšem roku 1605 se objevil jedinec, který se vydával za careviče Dimitrije, syna Ivana Hrozného, který byl již dříve zavražděn. Tento ve skutečnosti chudý šlechtic, který byl později nazván Lžidimitrij I., byl za účasti Republiky obou národů dosazen na carský trůn. V Rusku poté vypukly rozbroje a roku 1610 obsadila polská vojska Moskvu. Po vytvoření ruského lidového vojska však byla Moskva roku 1612 opět osvobozena. Roku 1613 byl do Moskvy svolán zemský sněm, který zvolil hlavou státu představitele starého moskevského bojarstva Michaila Fjodoroviče Romanova. Tomu se podařilo získat od Poláků smolenskou a od Švédů novgorodskou zemi, další území získal na jihovýchodě. Rusko pokračovalo v expanzi i v druhé polovině 17. století, kdy se mu díky povstání Bohdana Chmelnického podařilo získat levobřežní Ukrajinu, expandovalo dále na Sibiř, kterou postupně ovládlo. Doba 17. století znamenala pro Rusko také řadu povstání, z nichž snad nejznámější je selská vzpoura Stěpana Razina.

### Rozmach Ruska v 18. století

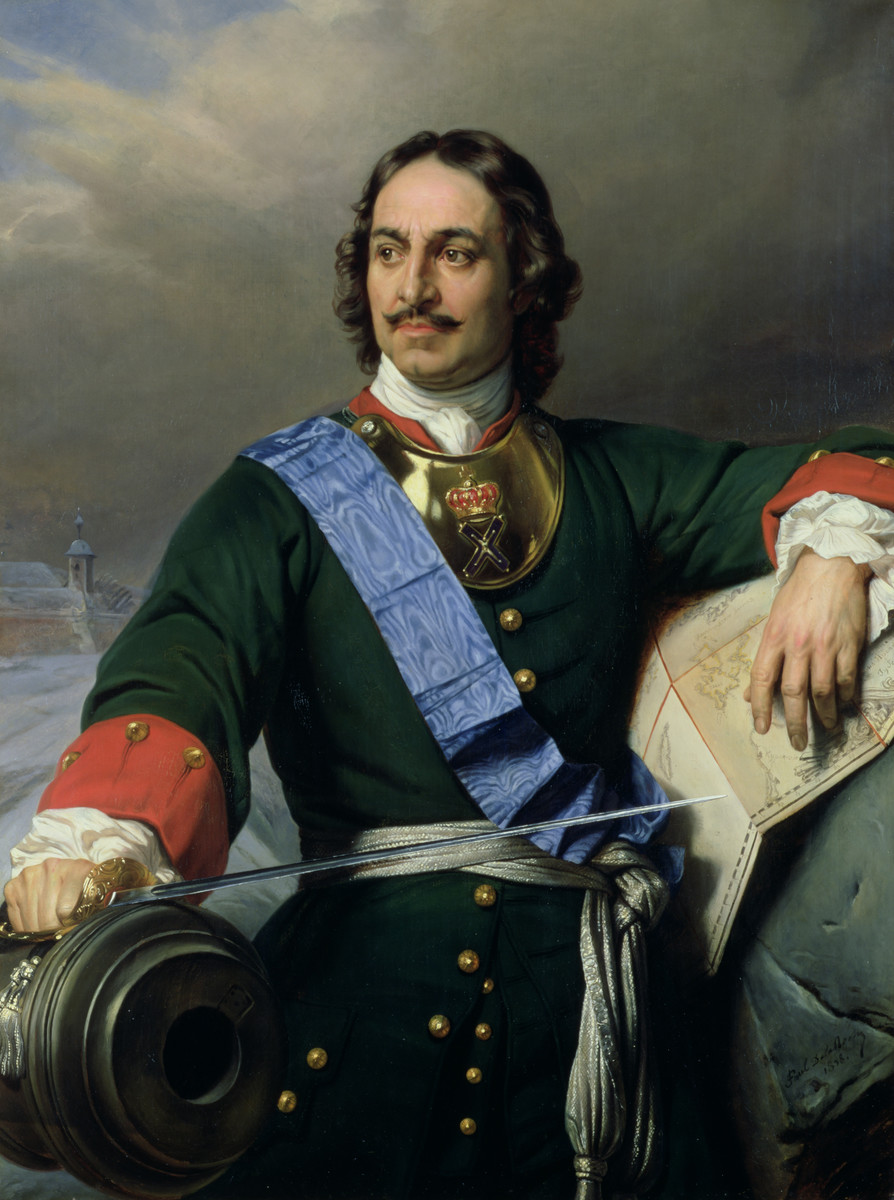
Petr I. Veliký

Koncem 17. století se stal ruským carem Petr I. Veliký, který se pod cizím jménem Michajlov vydal roku 1697 s ruským „velikým poselstvem“ na cestu po Evropě. Seznámil se s technickým pokrokem, kontaktoval se s vojenskými a politickými osobnostmi, vědci, umělci, techniky, které pozval do Ruska, aby se podíleli na celkové modernizaci země. Po návratu do Ruska musel Petr potlačit povstání střelců. Roku 1700 podepsal po dlouholeté válce s Osmanskou říší mírovou smlouvu, díky níž Rusko získalo důležitý přístav Azov. Téhož roku začal válčit se Švédskem o Pobaltí, čímž začala severní válka trvající 21 let. Již roku 1702 získal Petr Veliký území v ústí Něvy, kde založil Petrohrad, který se stal roku 1712 ruským hlavním městem. Roku 1709 zvítězil nad švédským vojskem v bitvě u Poltavy, čímž se mu otevřela cesta k ovládnutí Pobaltí. Válka skončila Nystadským mírem, kdy Rusku připadlo Livonsko, Estonsko, Ingrie a část Karélie s Vyborgem a Rusko tak pevně zakotvilo na Baltu. Petr se též angažoval na Kavkaze, kde získal podporu knížectví, která byla pod vládou Turků. Dalšími významnými počiny Petra Velikého, které umožnily rozvoj Ruska, byly jeho sociální reformy, snaha o modernizaci země, zavádění manufaktur, rozvoj školství a vědy. Byla vytvořena silná armáda, vzniklo ruské loďstvo. Po smrti Petra Velikého sice nezaznamenalo Rusko žádné velké úspěchy, ač se účastnilo sedmé rakousko-turecké války, vše se změnilo až se zavedením osvícenského absolutismu Kateřinou II. Velikou.

## Symbolika

### Znak
| podoba | popis                          | podoba | popis                               |
| ------ | ------------------------------ | ------ | ----------------------------------- |
|        | 1539, pečeť Ivana IV. Hrozného |        | 1577, doba vlády Ivana IV. Hrozného |
|        | 1589, doba vlády Fjodora I.    |        | 1604, z pečeti Borise Godunova      |
|        | 1645–1667, z pečeti Alexeje I. |        | 1667–1721                           |

### Carské vlajky, korouhve

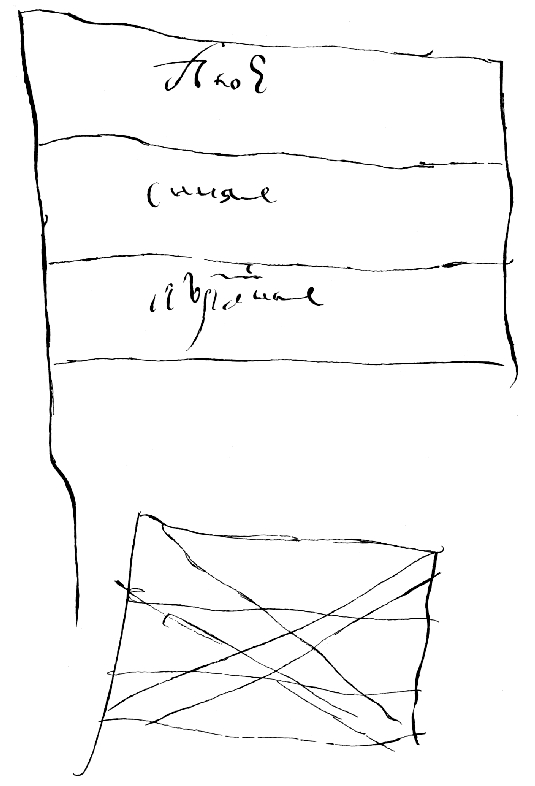
Skica Petra Velikého, 1699

| podoba | období      | popis                                                               |
| ------ | ----------- | ------------------------------------------------------------------- |
|        | 16. století | prapor (vojska) Ivana IV. Hrozného během tažení proti Kazani (1552) |
|        | 1560–1580   | velký prapor Ivana IV. Hrozného                                     |
|        | 1580–1612   | čtvercový prapor carského Ruska se lvem a jednorožcem               |
|        | 1612–1654   | prapor Dmitrije Požarského                                          |
|        | 1666–1693   | carská heraldická korouhev v době vlády cara Alexeje Michajloviče   |
|        | 1693–1705   | carská heraldická korouhev z roku 1696                              |
|        | 1668–1693   | vlajka zaznamenaná na lodi Orjol sloužící jako námořní prapor       |
|        | 1693–1700   | carská vlajka Petra Velikého                                        |

### Ostatní

námořní prapory:
první námořní prapor carského Ruska 1668–1693
námořní prapor 1697–1699, obchodní prapor od roku 1705
prapor námořnictva 1699–1700
prapor námořnictva od 1700
prapor námořnictva od 1712